# Plessix-Balisson
Plessix-Balisson foi uma antiga comuna francesa na região administrativa da Bretanha, no departamento Côtes-d'Armor. Estendia-se por uma área de 0,08 km². Em 2010 a comuna tinha 92 habitantes (densidade: 1 150 hab./km²).175 hab/km².
Em 1 de janeiro de 2017, passou a formar parte da nova comuna de Beaussais-sur-Mer.

## Geografia
Com uma superfície de apenas 8 ha, Plessix-Balisson é a menor comuna no seu departamento e a segunda menor de toda a França, perdendo apenas para Castelmoron-d'Albret. Plessix-Balisson fica totalmente encerrada dentro da comuna de Ploubalay.

## História
Foi do primeiro senhor feudal do local, Geoffroy Baluçon, que a região anteriormente conhecida só como Plessis ganhou seu nome de Plessis-Baluçon, provavelmente no século XI. Com o tempo o nome se modificou para o atual Plessix-Balisson.
Esse mesmo Geoffroy construiu noseu feudo do Plessis um castelo fortificado do qual só resta a demarcação da localização. Era em torno dessa fortaleza que se agruparam, na Idade Média, os elementos do poder senhorial, tais como um tribunal de justiça com juízes, oficiais de fisco e uma organização militar, nascendo assim o burgo de Plessis-Balisson
A fortaleza de Plessis era para os habitantes um depósito seguro para as colheitas e seus bens. Em caso de invasões e ataques, fornecia abrigo. Era a salvação da região. Por ser próximo a um açude, permitia aos defensores alagar a região para impedir o cerco da fortaleza.
O castelo era triangular. Fossos fundos que ainda são perceptíveis hoje em dia e estão cobertos de árvores, cercavam três quertos do castelo. O açude alimentava os fossos com água. Infelizmente a demolição foi tanta que não se consegue determinar o número ou localização das torres do castelo e um poço profundo cavado ao centro de uma delas é o último vestígio ainda existente.